# Catherine Hayes

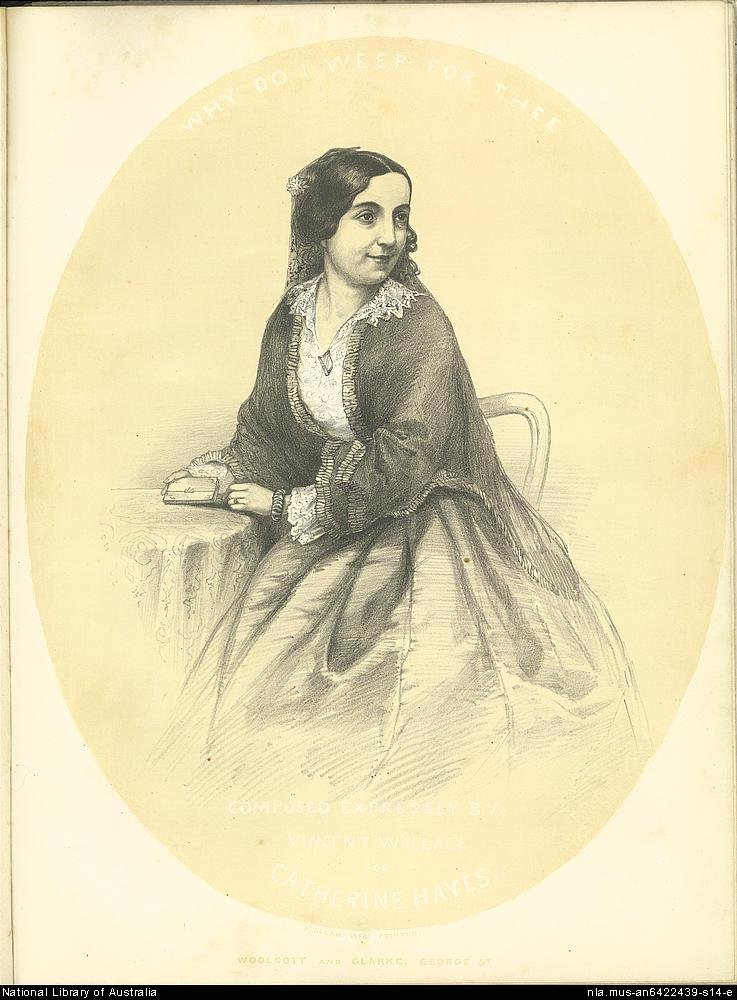
Catherine Hayes

Catherine Hayes (* 29. Oktober 1818 in  Limerick; † 11. August 1861 in London) war eine irische Opernsängerin (Sopran).

## Leben
Hayes studierte von 1839 bis 1841 Gesang in Dublin bei Antonio Sapio, danach in Paris bei Manuel Patricio Rodríguez García und schließlich in Mailand bei Felice Ronconi. 1845 hatte sie an der Italienischen Oper in Marseille ihr Debüt als Opernsängerin als Elvira in Vincenzo Bellinis I puritani. Im gleichen Jahr debütierte sie an der Mailänder Scala in der Titelrolle von Gaetano Donizettis Linda di Chamounix.
Nach Auftritten in Wien, Venedig, Florenz, Genua und Rom wurde sie 1849 an der Covent Garden Opera in London engagiert. Hier sang sie u. a. Partien aus Linda di Chamounix, Lucia di Lammermoor und aus Opern von Saverio Mercadante, Federico und Luigi Ricci. Sie trat in Irland mit irischen Volksliedern auf und gab im Buckingham Palace ein Konzert vor Königin Victoria und fünfhundert geladenen Gästen.
1851 unternahm Hayes eine Tournee durch Amerika, bei der sie von William Avery Bushnell, dem ehemaligen Manager von Jenny Lind betreut wurde. Sie gab Konzerte in New York, Boston, Toronto, Philadelphia, Washington, Charleston, Savannah, New Orleans und mehr als vierzig weiteren Städten und sang vor dem Außenminister Daniel Webster und dem Präsidenten Millard Fillmore. Gesponsert wurde ihre Tour von P. T. Barnum.
Sie trat dann in Opern und Konzerten in Peru und Chile auf, gab ein Konzert auf Hawaii und sang 1854 als erster europäischer Opernstar in Australien. Es folgten Auftritte in Kalkutta, Singapur und Batavia, bevor sie erneut nach Australien ging. 1856 kehrte sie nach London zurück, wo sie 1857 ihren Manager Bushnell heiratete. Sie gab Konzerte in England und Irland, bis sie 1861 einem Schlaganfall erlag.